# Verdrag van Picquigny

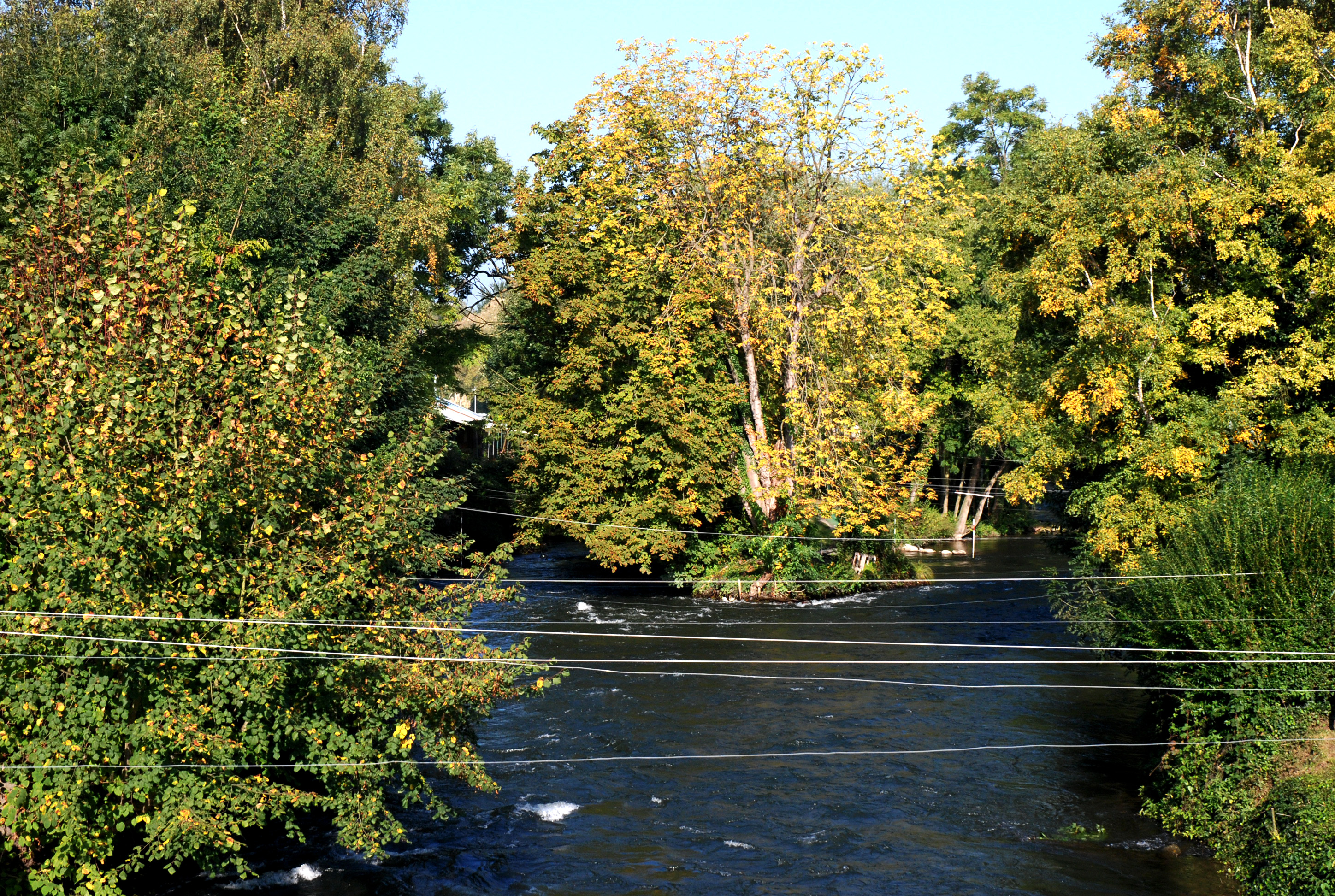
Het eiland waar het verdrag werd gesloten

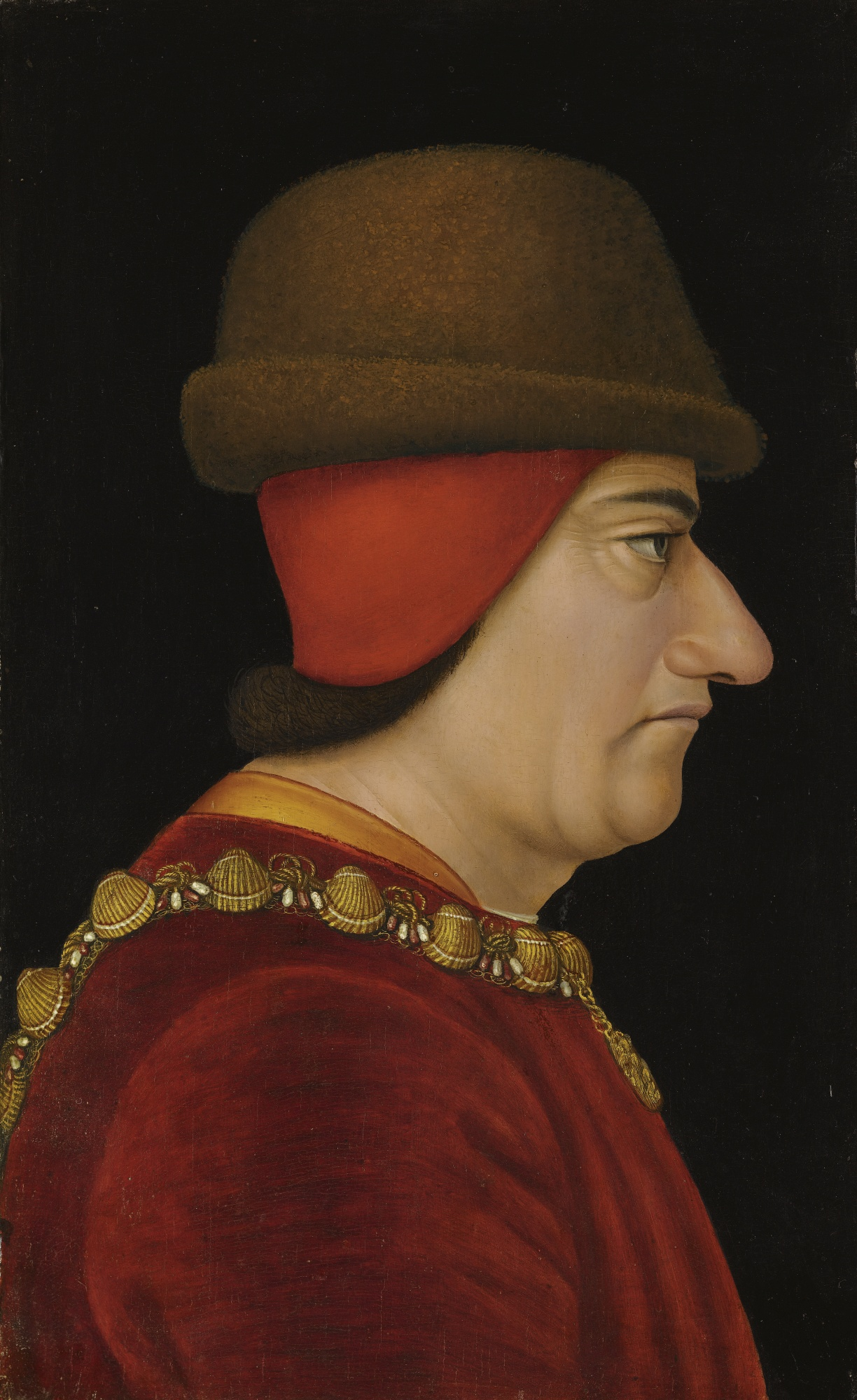
Lodewijk XI

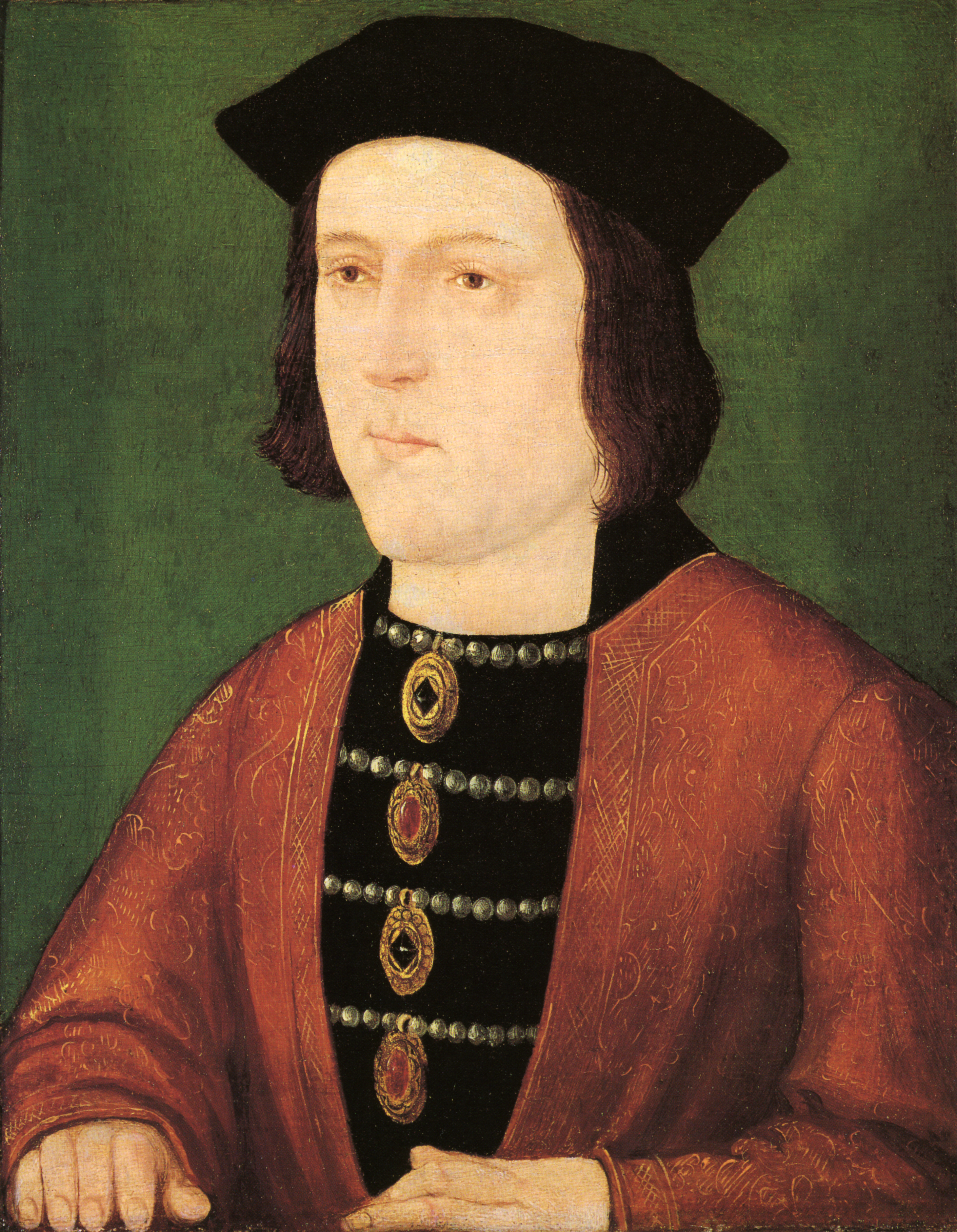
Eduard IV

Het Verdrag van Picquigny werd op 29 augustus 1475 door de koningen Lodewijk XI van Frankrijk en Eduard IV van Engeland in Picquigny getekend om een aantal onopgeloste zaken van de Honderdjarige Oorlog te beëindigen.
In de hoofden van Lodewijk en Edward speelde nog het spookbeeld van de moord op de Bourgondische hertog Jan zonder Vrees in 1419 tijdens zijn onderhandelingen met de dauphin Karel van Frankrijk. Lodewijk en Eduard spraken af dat een houten hek beide partijen op de brug over het eiland zou scheiden.
Tegen een eenmalige betaling van 75.000 gouden kronen en een jaarlijkse rente van 50.000 gouden kronen trokken de Engelsen hun troepen uit Frankrijk terug en zegden het bondgenootschap met hertog Karel de Stoute van Bourgondië op. Ook moest Lodewijk de voormalige Engelse koningin Margaretha van Anjou, de vrouw van Hendrik VI van Engeland, zijn nicht die in Engeland was opgesloten, vrijkopen voor een bedrag van 50.000 kronen en een aantal van Eduards baronnen schadeloosstellen. Een uitzondering hierop vormde Eduards broer Richard van Gloucester die tegen het verdrag was en het geld weigerde.
Het verdrag verzwakte de positie van Karel de Stoute in de Bourgondische Oorlogen, waarin hij op 2 maart 1476 de slag bij Grandson en op 22 juni 1476 de slag bij Murten verloor en ten slotte zelf op 5 januari 1477 in de slag bij Nancy sneuvelde. De dood van Karel betekende het einde van het Huis Bourgondië en het Bourgondische Rijk, dat nu grotendeels in handen kwam van de Habsburgers en daarmee een nieuwe bedreiging voor Frankrijk ging vormen.